# 托马斯·穆勒迪
托马斯·穆勒迪 SJ（1794年8月12日—1860年7月20日）是19世纪美国天主教神父和耶稣会领袖，曾创办聖十字學院并出任第17和22任乔治城学院校长。穆勒迪生于弗吉尼亚州，弟弟塞缪尔也是耶稣会士并当上乔治城学院校长。
穆勒迪加入耶稣会并在罗马接受圣职教育，后在美国完成学业。他在哥伦比亚特区两度出任乔治城学院校长，任内大兴水土，格瓦斯堂和后来更名艾萨克·霍金斯堂的穆勒迪堂都在他推动下建成。他当上马里兰省耶稣会第二任省级会长，推动1838年出售该省奴隶偿还耶稣会债务。此举引起耶稣会同仁和罗马教会高层反弹，将他流放撒丁－皮埃蒙特王国尼斯多年。担任省级会长期间，穆勒迪还兼任波士顿总教区副主教。
1843年，穆勒迪回美国后受命督导圣十字学院建设并担任首任校长，首幢教学大楼就是他监督建造。他在美国和罗马都以好斗而且不会老实遵从命令闻名，耶稣会同僚和上级颇为不满，但也有许多人称赞他的管理能力。步入晚年的穆勒迪经常在圣十字学院讲道，还曾担任马里兰州弗雷德里克圣约翰福音教堂牧师和圣约翰文学院校长，学生抗议他制订的纪律过分严格，结果大部分被他开除，导致该校一蹶不振。穆勒迪此后出任乔治城哥伦比亚特区圣三一天主教堂牧师，还曾在費城圣约瑟夫学院短暂担任院长。
2015年，乔治城大学发生学生运动，抗议以参与贩奴的穆勒迪为建筑命名，校方最后决定更名。2020年，圣十字学院也去掉建筑上穆勒迪的姓氏。

## 早年经历和教育

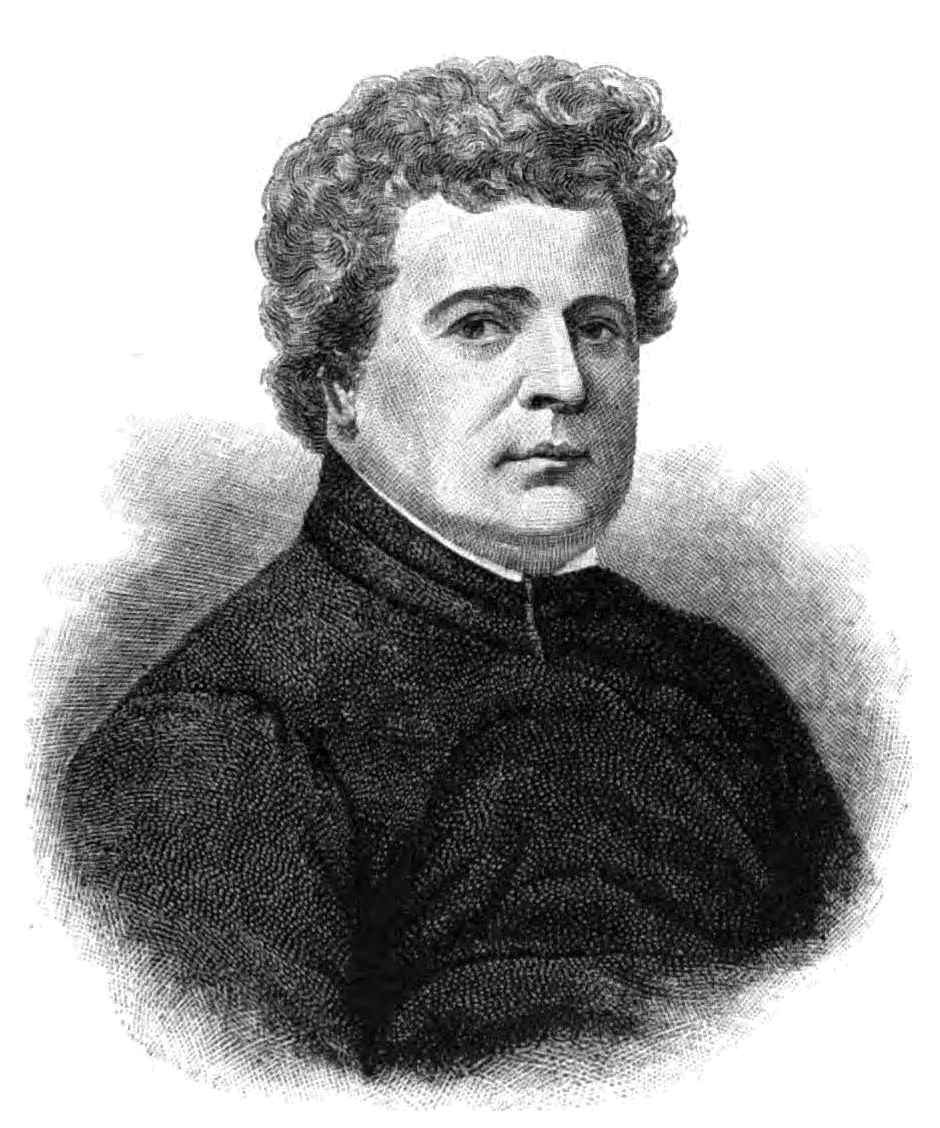
穆勒迪画像

托马斯·穆勒迪1794年8月12日生于弗吉尼亚州罗姆尼（Romney，今西維吉尼亞州罕布什尔县）），父亲与他同名并以务农为生，生活穷困，母亲莎拉·科克伦（Sarah Cochrane）来自弗吉尼亚州但不信天主教，两人都是爱尔兰移民。两人为结婚依照《教会法》同意向儿子灌输天主教义，女儿学习新教。小托马斯和弟弟塞缪尔儿时在故乡的罗姆尼学院就读，塞缪尔后来像哥哥一样加入耶稣会并当上乔治城学院校长。1813年12月14日，小托马斯考上华盛顿哥伦比亚特区的乔治城学院，和日后来此就读的弟弟一样需要自付学费。1815年2月，他和另外九人离校前去马里兰州巴尔的摩县怀特马什（White Marsh）加入耶稣会，后在1817年回乔治城学院任教。穆勒迪在怀特马什染上当时医生还不了解的疾病，担心自己马上就会死亡。然而，病弱的穆勒迪接受临终圣餐后恢复健康，许多人觉得这次起死回生堪称神迹。1818年，弗吉尼亚州议会任命他进入罗姆尼镇董事会。
1820年，穆勒迪受命到罗马深造哲学，查尔斯·康斯坦丁·佩斯（Charles Constantine Pise）、詹姆斯·莱德和乔治·芬威克（George Fenwick）随行。他在宗座传信城市学院学习两年，又为那不勒斯王储担任两年家教。除圣职外他还学习文学与科学，是研究意大利语和義大利文學的杰出美国学者。1825年他在罗马取得神父资格，开始在都灵附近的基耶里见习，1828年已在尚贝里的耶稣会高校教授逻辑、形上學和伦理学。1827年12月耶稣会才凑足资金把他与其他耶稣会学生接回美国，总会长对压制解除后耶稣会能在美国立足非常满意，穆勒迪于1828年离开意大利。他从里窝那踏上归国旅程，但直到171天后才于1828年12月22日抵达乔治城，许多人一度担心船上三名耶稣会士均已遇难。穆勒迪随即出任乔治城学院教长兼哲学教授，他对“巫剪”民间传说的记载在当时最为详尽。

## 乔治城学院

### 第一个校长任期

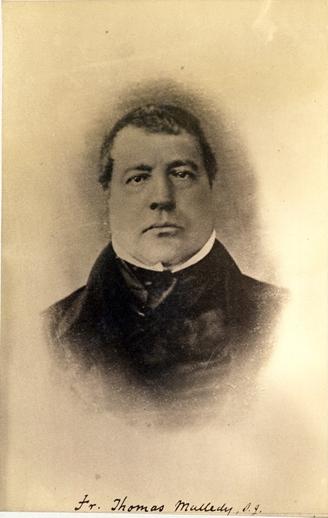
穆勒迪的银版摄影照片

1829年9月14日，穆勒迪受命接替约翰·贝施特担任乔治城学院校长。欧洲的耶稣会高层对穆勒迪强烈的共和主义立场颇不放心，彼得·肯尼（Peter Kenney）几个月前获命担任宗座视察员，到马里兰州视察耶稣会教团和穆勒迪，后者还是肯尼此行的顾问。穆勒迪接手时乔治城学院情况很差，只有45名学子，但1834年已在他治下回升到140人。穆勒迪担任校长期间，乔治城学院在教长乔治·芬威克指示下严格实施耶稣会教育准则。乔治城学院曾在1808年成立美国第一个圣母联谊分会，并在1830年5月举办美国首次圣母月奉献活动。随着学校图书不断增多，穆勒迪于1831年2月16日在老北方大楼建立图书馆，藏书1.2万卷。
穆勒迪对纪律的要求相对宽松。1833年，学院组织班级到国会大厦参观，教长事后汇报当时有学生在酒馆喝到酩酊大醉，部分学员对教长做法非常愤怒，密谋伏击和殴打。他们的计划尚未落实便东窗事发，穆勒迪开除多名学生。1833年3月，额我略十六世教皇特许乔治城学院为美国第一所教会大学，学校从此有资格颁授哲学和神学规范学位。1836年12月10日学校步道附近的木工棚起火，学生和教职员工携手控制火势并防止蔓延到附近宿舍才避免学府烧成白地。
美国国会两院议员在穆勒迪担任校长期间经常到访乔治城学院，他对学校的有效管理赢得普遍认可。肯尼向罗马汇报时称穆勒迪虽然“热情到颇显浮躁而且过于爱国”，但在大学管理上的表现毋庸置疑。他的任期在1837年结束，威廉·麦克雪利继任。

#### 大兴水土
穆勒迪担任乔治城学院校长期间学生人数稳定增长，某富有寡妇加入乔治城访亲修道院并将儿子交给学院托管后支付大笔酬劳，穆勒迪在1831年为学校新建医务大楼。大楼建成后以曾于1634年随“方舟号”（Ark）和“鸽号”（Dove）来到北美洲的传教士托马斯·格瓦斯（Thomas Gervase）起名“格瓦斯堂”。
耶稣会马里兰省财务主管弗朗西斯·齐泽罗辛斯基（Francis Dzierozynski）担心穆勒迪热衷大兴水土会令财政入不敷出，但穆勒迪还是在1832年提出规模更大的建设项目。他想新建楼房用于容纳食堂、礼拜堂、自习室和宿舍，但资金不足。耶稣会士需立下最终誓言放弃财产，尚未立誓且拥有丰富财产的会士向穆勒迪提供大笔贷款，后者把钱投入建设，新大楼1832年7月破土动工，第二年7月落成并得名穆勒迪堂。此外，斯蒂芬·迪凯特（Stephen Decatur）的遗孀苏珊（Susan）共提供七千美元贷款，对两幢大楼建设贡献很大。
穆勒迪担任校长期间，乔治城学院建立通向校园各偏僻角落的步道网络，这些道路风景秀丽，是耶稣会修士约瑟夫·韦斯特（Joseph West）为学校购买土地后建成。1832年美国国会向哥伦比亚学院赠送土地后，乔治城学院要求类似优待。国会最后向乔治城学院赠送价值2.5万美元的地块，1837年2月20日完成所有权转让。

### 第二个校长任期
1845年9月6日，穆勒迪再度获命出任乔治城学院校长，接替弟弟塞缪尔。不久詹姆斯·诺克斯·波尔克总统要求天主教会派随行神职人员参加美墨戰爭，服务信奉天主教的军人，乔治城学院副校长和庶务员为此前往格蘭德河加入扎卡里·泰勒将军的部队。
1848年，意大利邦国的民众起义促使许多耶稣会士逃到乔治城学院避难，其中包括后来的知名天文学家安傑洛·西奇与科学家贾安巴蒂斯塔·皮安恰尼（Giambattista Pianciani）。穆勒迪同年辞职，詹姆斯·莱德继任。

## 马里兰省耶稣会
1837年10月，穆勒迪受命担任马里兰省耶稣会省级会长，接替威廉·麦克雪利，麦克雪利反过来又接手穆勒迪的乔治城学院校长位置。事实证明，来到美国的欧洲耶稣会士对他管理马里兰省感到不满，认为他的纪律要求太过松懈，对耶稣会士宿舍饮酒乃至女访客都没有严格禁止。罗马总会最后出手干预，命令穆勒迪严格执行纪律要求。
1838年，本尼迪克特·约瑟夫·芬威克（Benedict Joseph Fenwick）主教任命穆勒迪在担任省级会长同时兼任波士教总教区副主教。约翰·杜波依斯（John Dubois）曾考虑让他担任纽约总教区助理主教，但1838年选中的是约翰·休斯（John Hughes）。

### 出售奴隶

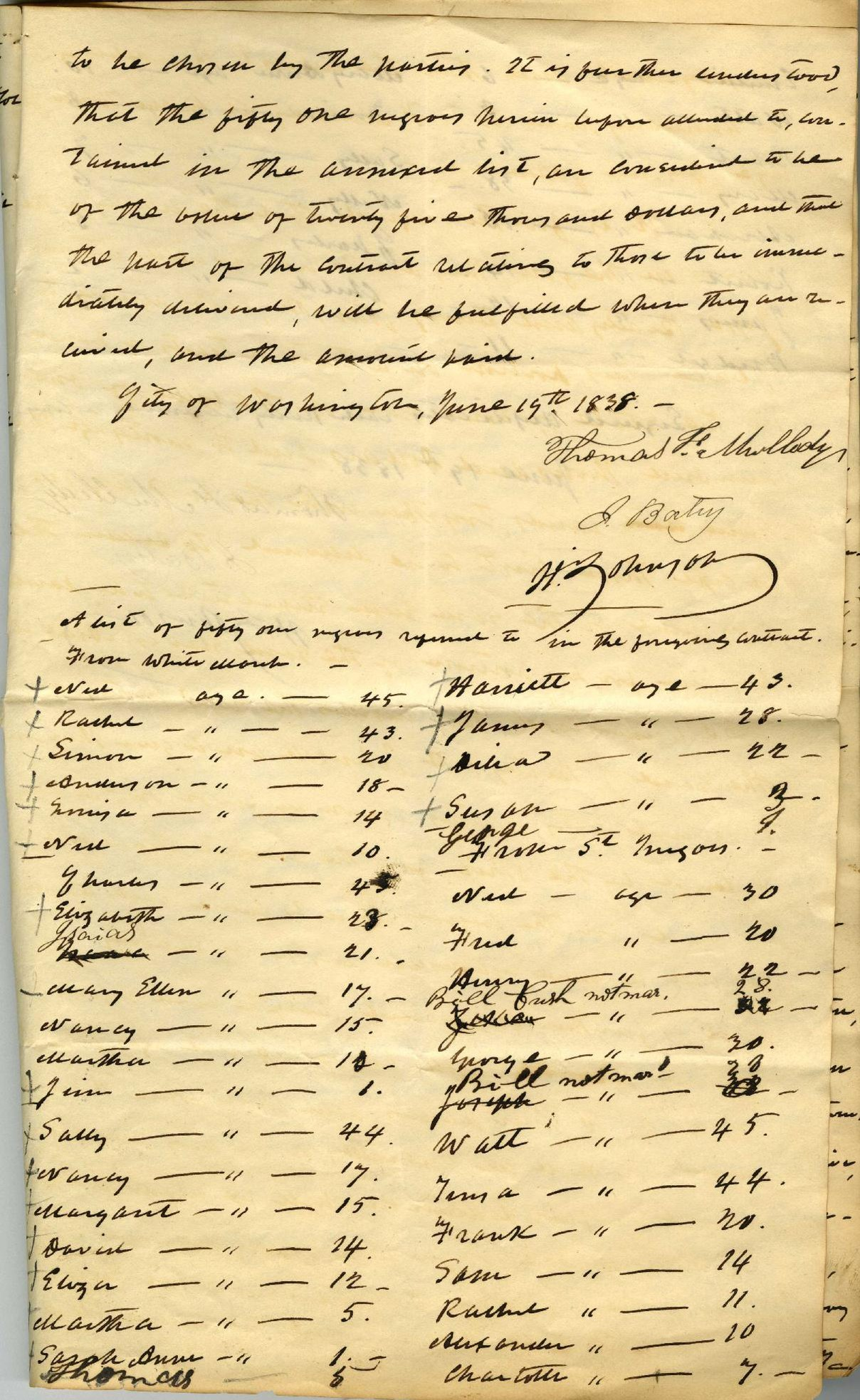
穆勒迪在1838年奴隶销售协议上的签名

穆勒迪大兴水土令乔治城学院乃至耶稣会马里兰省欠下巨债，耶稣会士的种植园管理不善，无法形成足够产出，令经济境遇雪上加霜。为改善困局，身为省级会长的穆勒迪在1838年把全省耶稣会几乎所有奴隶卖给路易斯安那州两名种植园主，他的计划得到罗马耶稣会总会长扬·鲁坦（Jan Roothaan）授权，但总会长要求买家承诺奴隶能继续信奉天主教而且不会与家人分离。1838年6月19日，穆勒迪向杰西·巴蒂（Jesse Batey）与亨利·约翰逊（Henry Johnson）卖出272个奴隶。但事实证明两名买家没有理睬鲁坦的条件，这些奴隶很快被迫与家人分离。
马里兰省许多耶稣会士反对耶稣会蓄奴，支持奴隸解放，对省级会长如此交易出离愤怒。他们致信鲁坦抗议，字里行间充满血泪控诉。鲁坦打算把穆勒迪撤职，但在麦克雪利建议下决定暂缓命令，麦克雪利还与巴尔的摩大主教塞缪尔·埃克斯顿（Samuel Eccleston）劝说穆勒迪主动引退。鲁坦甚至打算把穆勒迪逐出耶稣会，但在埃克斯顿劝说下改变主意。1839年8月，鲁坦已下令麦克雪利把撤职决定通知穆勒迪，理由是不服从命令和煽动丑闻。鲁坦决定时，麦克雪利已说服穆勒迪在六月下旬辞职，并赴罗马向高层解释。穆勒迪在收到鲁坦来信当天辞职，麦克雪利代理省长，后在病危之际当选省长。与鲁坦在罗马见面后，穆勒迪受命到撒丁－皮埃蒙特王国尼斯向男童教授英语，相当于对他售卖奴隶施以流放惩罚。穆勒迪这段时间向鲁坦写信，表示他备感孤独，而且已为世界遗忘。
穆勒迪染上酒瘾，后来禁欲一年戒酒。销售奴隶的争议退烧，马里兰省在1841年冬至1842年春呈请鲁坦准许穆勒迪回国。埃克斯顿的意见最后打动鲁坦，把穆勒迪派到波士顿总教区，无需前往丑闻环绕的马里兰省。

## 圣十字学院

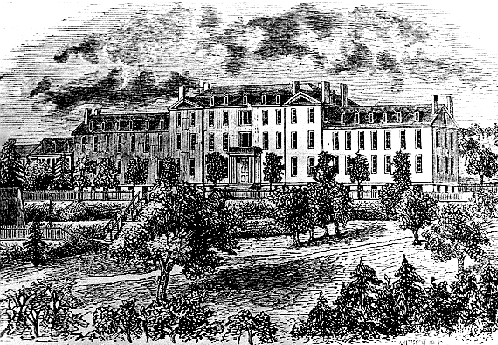
1844年在穆勒迪任内落成的芬威克堂

1843年，波士顿的本尼迪克特·约瑟夫·芬威克主教在马萨诸塞州伍斯特创办聖十字學院。鲁坦把穆勒迪派回美国后，芬威克要求任命穆勒迪1843年担任新学院首任校长。穆勒迪接受任命并在1843年3月13日抵达伍斯特，该校第一幢教学楼于同年6月21日奠基并在他督导下建成。楼房起初叫学院大楼，后起名芬威克堂，1852年被大火夷为平地。穆勒迪定期检查施工进度，并于1843年9月28日搬到伍斯特长住。他起初与耶稣会士候选人和修士住在学院山脚下的农舍，大楼在1844年1月13日建成。
穆勒迪希望能独立决定是否接纳候选人参加耶稣会士见习期，虽然最后如愿，但也导致他和芬威克关系紧张。学院开学还不到三个月，芬威克就要求穆勒迪大幅减少学府开支，告诫他勤俭节约。学费及其他收入不足以维持收支平衡，不断增加的入学人数令情况好转，校内学生摩肩接踵，1844年3月安德鲁·卡尼（Andrew Carney）捐款一千美元对学校帮助很大。穆勒迪与芬威克的关系持续恶化，他在1845年校长任期结束后返回乔治城，莱德继任。

## 晚年

### 圣约翰文学院

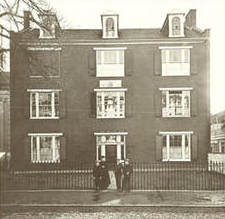
穆勒迪曾任圣约翰文学院（1890年绘）校长

1847年，马里兰省耶稣会大会推举穆勒迪担任庶务员，此前他与莱德等耶稣会同僚发生激烈冲突。比利时耶稣会士彼得·韦尔哈根（Peter Verhaegen）致信鲁坦谴责穆勒迪“专横跋扈”，对他人充满敌意，有违博爱精神。新任省级会长伊格纳修斯·布罗卡德（Ignatius Brocard）把穆勒迪调到費城继续担任庶务员，后在1850年派他到马里兰州弗雷德里克接替查尔斯·斯通斯崔特（Charles H. Stonestreet）担任圣约翰文学院校长，同时兼任圣约翰福音教堂牧师。穆勒迪主张取消拉丁语授课，只讲授英语课程，以免学生改投英语授课的新教学校。他任职期间对纪律要求非常严格，引起老学生集体罢课，结果大部分被他开除，本是地区院校的圣约翰文学院从此只有弗雷德里克市学子求学，学校一蹶不振。穆勒迪任期结束后由布尔加德·维利格（Burchard Villiger）继任，他随后前往弗吉尼亚州亚历山德里亚短暂传教。

### 传教
1854年秋，穆勒迪再度前往圣十字学院担任学习和精神教长直到1857年。他拒绝用古希臘語和拉丁语授课，理由是年势已长，对两种语言已经生疏。他更加热衷布道，把讲演编撰成文。一无所知运动在美国各地兴起，并在1854年控制马萨诸塞州议会后成立联合特别委员会，调查天主教机构。同年七月，江湖传言声称圣十字学院是未来天主教革命的军火库，联合特别委员会第二年三月来校调查，穆勒迪陪同他们现场核查，委员会在确定传言不实后离开。
1857年，穆勒迪回到哥伦比亚特区，在乔治城担任圣三一教堂牧师直到1858年。此后他又在费城停留两年，在圣约瑟夫学院短暂担任院长。1860年7月20日，穆勒迪在乔治城学院死于水肿，遗骨葬在该校耶稣会社区公墓。

## 影响
2015年，乔治城大学发生多起学生抗议，反对以当年卖过奴隶的穆勒迪为穆勒迪堂命名，大楼因此暂时更名自由堂。2017年，校长约翰·J·德吉奥亚宣布大楼永久更名艾萨克·霍金斯堂，霍金斯是1838年卖掉的奴隶名单上第一个名字。
1966年开放的圣十字学院穆勒迪堂在2016年更名布鲁克斯－穆勒迪堂，感谢穆勒迪在学院创办期间的贡献，同时纪念1968年约翰·布鲁克斯（John E. Brooks）推动学院种族融合，布鲁克斯后来也是该院校长。2020年，圣十字学院去掉大楼名称上的穆勒迪，改称布鲁克斯堂。

## 脚注
1. ↑  History of Hampshire County.
2. ↑  Dodd & 1909，第40页
3. ↑  Goldman Sachs 2017.
4. 1 2 3  Lewis & 1887，第491页
5. ↑  Reed & 1914，第471页
6. 1 2 3  Stanton & 1900，第74页
7. ↑  The Catholic Church in the United States of America & 1914，第93页
8. ↑  Maxwell，Swisher & 1897，第719页
9. 1 2 3  Curran & 1993，第101页
10. ↑  Carswell 2016.
11. 1 2  Parent.
12. ↑  Boyle & 1909，第151页
13. ↑  Curran & 1993，第107–108页
14. ↑  Maxwell，Swisher & 1897，第298页
15. ↑  Dooley & 1917，第46页
16. 1 2 3 4  Shea & 1891，第162页
17. ↑  Lewis & 1887，第487页
18. 1 2 3 4 5 6 7 8 9 10  Kuzniewski & 2014，第29页
19. ↑  McLaughlin & 1887，第397页
20. 1 2  Shea & 1891，第93页
21. ↑  Devitt & 1933，第312页
22. ↑  Shea & 1891，第77页
23. 1 2 3  History Q & A.
24. ↑  Easby-Smith & 1907，第64页
25. ↑  Shea & 1891，第76页
26. ↑  Shea & 1891，第79页
27. 1 2  Kuzniewski & 2014，第19页
28. ↑  Shea & 1891，第90页
29. ↑  Shea & 1891，第94页
30. ↑  Shea & 1891，第99页
31. ↑  Shea & 1891，第117页
32. ↑  Shea & 1891，第105页
33. ↑  Shea & 1891，第106–108页
34. ↑  Shea & 1891，第113页
35. ↑  University Library.
36. 1 2  Shea & 1891，第116页
37. ↑  Curran & 1993，第115页
38. ↑  Gervase Hall.
39. ↑  Curran & 1993，第115–116页
40. 1 2  Mulledy Hall.
41. ↑  Shea & 1891，第97页
42. ↑  Shea & 1891，第98页
43. ↑  Shea & 1891，第106页
44. ↑  Shea & 1891，第153页
45. ↑  Shea & 1891，第154页
46. ↑  Shea & 1891，第158页
47. ↑  Shea & 1891，第163页
48. ↑  Kuzniewski & 2014，第24页
49. ↑  Kuzniewski & 2014，第24–25页
50. 1 2  Kuzniewski & 1999，第40页
51. ↑  Archdiocese of New York.
52. ↑  Swarns 2016.
53. ↑  The Mulledy/Healy Legacy Committee 2016.
54. ↑  agreement.
55. ↑  Kuzniewski & 1999，第29页
56. ↑  Curran & 2012，第50页
57. ↑  Curran & 2012，第117页
58. ↑  Chisholm & 1911，第646–647页
59. 1 2 3  Holy Cross: 1843–1899.
60. ↑  Kuzniewski & 2014，第27页
61. ↑  Fenwick Hall 2.
62. ↑  Kuzniewski & 1999，第41页
63. ↑  Kuzniewski & 1999，第43页
64. ↑  Kuzniewski & 1999，第45页
65. ↑  Kuzniewski & 1999，第46页
66. 1 2  Kuzniewski & 2014，第28页
67. ↑  Past Presidents.
68. ↑  Kuzniewski & 2014，第30页
69. ↑  Curran & 1993，第375页
70. ↑  Woodstock Letters & 1876，第108页
71. 1 2  Kuzniewski & 2014，第33页
72. ↑  Kuzniewski & 1999，第99页
73. ↑  Kuzniewski & 1999，第101页
74. ↑  Pastor's Desk.
75. ↑  Burgoa 2018.
76. ↑  Scoville 2017.
77. ↑  Buildings-Mulledy.
78. ↑  Boroughs 2016.